# James Watson

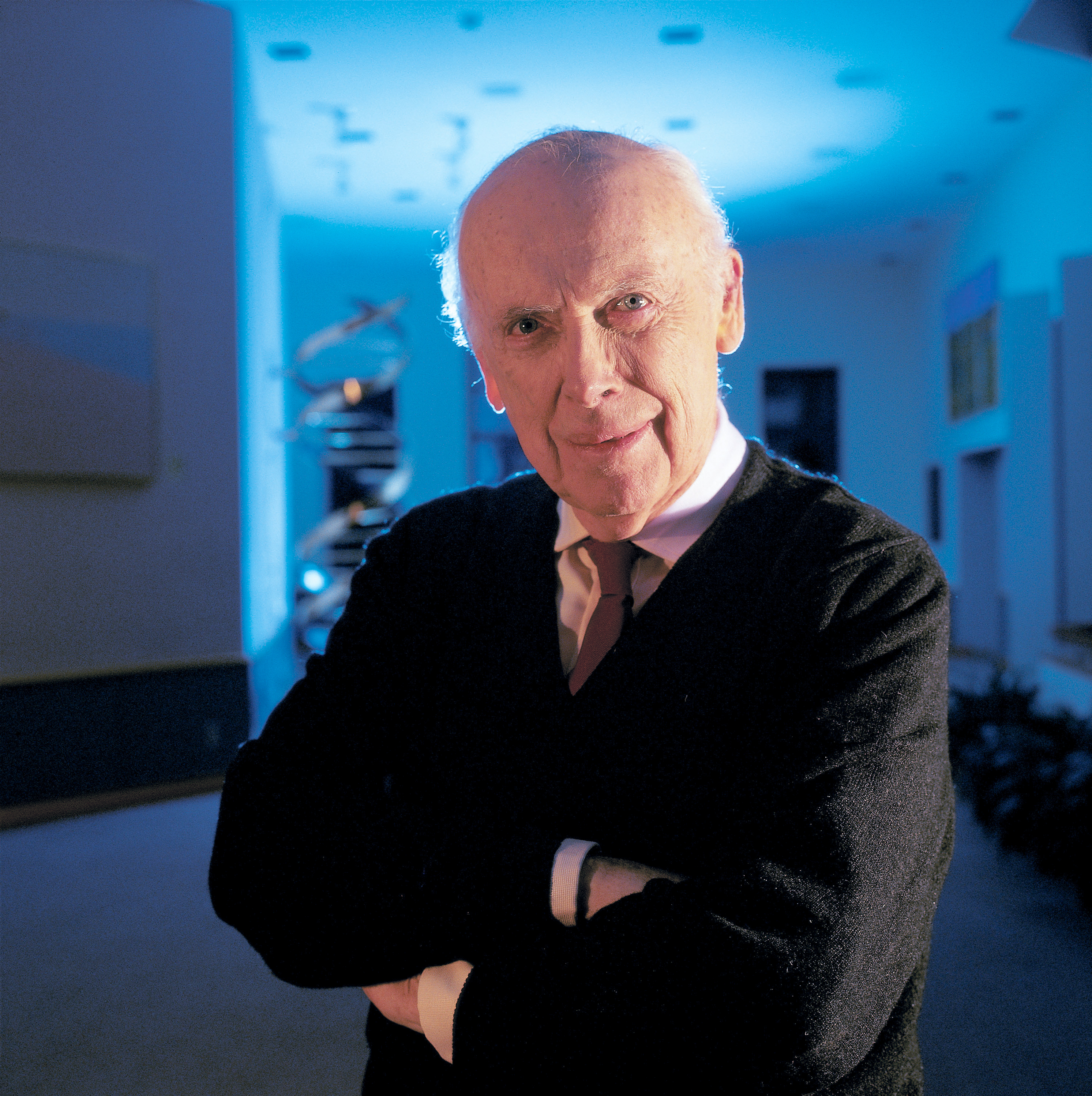
James Watson, 2012

James Dewey Watson (* 6. April 1928 in Chicago, Illinois) ist ein US-amerikanischer Molekularbiologe und Nobelpreisträger. Zusammen mit Francis Crick postulierte er 1953 eine Doppelhelix für die Molekularstruktur der Desoxyribonukleinsäure (DNA). Das Modell basierte auf der mathematischen Analyse von Röntgenbeugungdaten, die Rosalind Franklin und Raymond Gosling erstellt hatten.

## Leben
James Watson studierte an der Universität Chicago Zoologie mit dem Bachelor-Abschluss 1947. Als Hochbegabter hatte Watson bereits 1950 an der Indiana University Bloomington mit einer Arbeit über Bakteriophagen im Fach Zoologie bei Salvador Edward Luria promoviert. 1950/51 war er an der Universität Kopenhagen bei Herman Moritz Kalckar zu Gast, wo er als Merck Fellow des National Research Council seine Forschung über Bakteriophagen fortsetzte. 1951 traf er Maurice Wilkins auf einer Konferenz und sah erstmals Röntgenaufnahmen von DNA, worauf er beschloss, sich der DNA-Forschung zu widmen.
1951 bis 1952 war er am Cavendish-Laboratorium der University of Cambridge, wo er zusammen mit Francis Crick und unter Einbeziehung der Ergebnisse der Röntgenstrukturanalyse von Rosalind Franklin und Maurice Wilkins (beide am King’s College in London) und der Basenkomplementarität von Erwin Chargaff das Doppelhelix-Modell der DNA entwickelte, das 1953 der Öffentlichkeit unter dem Titel Molecular Structure of Nucleic Acids: A Structure for Deoxyribose Nucleic Acid zeitgleich und an selber Stelle mit der Arbeit von Rosalind Franklin und Raymond Gosling und von Maurice Wilkins präsentiert und publiziert wurde. Diese denkwürdige Publikation endete mit dem Satz It has not escaped our notice that the specific pairing we have postulated immediately suggests a possible copying mechanism for the genetic material. („Es ist unserer Aufmerksamkeit nicht entgangen, dass die speziellen Paarungen, die wir als gegeben voraussetzen, unmittelbar auf einen möglichen Vervielfältigungsmechanismus für die genetische Erbsubstanz schließen lassen.“) Für diese Entdeckung erhielt Watson zusammen mit Francis Crick und Maurice Wilkins 1962 den Nobelpreis für Medizin. Die von Watson selber in seinem Buch Die Doppelhelix geschilderte Art und Weise, wie sich Watson und Crick mit Hilfe von Wilkins und Max Ferdinand Perutz die für ihre Arbeit wichtigen kristallographischen Daten von Franklin verschafften, ist später als wissenschaftliches Fehlverhalten kritisiert worden und wird kontrovers diskutiert. Im Anschluss an seine Arbeit über DNA widmete er sich der Rolle der RNA in der Proteinsynthese, was auch Gegenstand seiner Nobelvorlesung war (The Involvement of RNA in the Synthesis of Proteins). Dass ein Informationsfluss von DNA über RNA zur Proteinsynthese vorliegen müsste, war ihm schon vor der Entdeckung der DNA-Doppelhelix klar (Watson, Die Doppelhelix, Kapitel 21, siehe auch das von Crick formulierte Zentrale Dogma der Molekularbiologie).

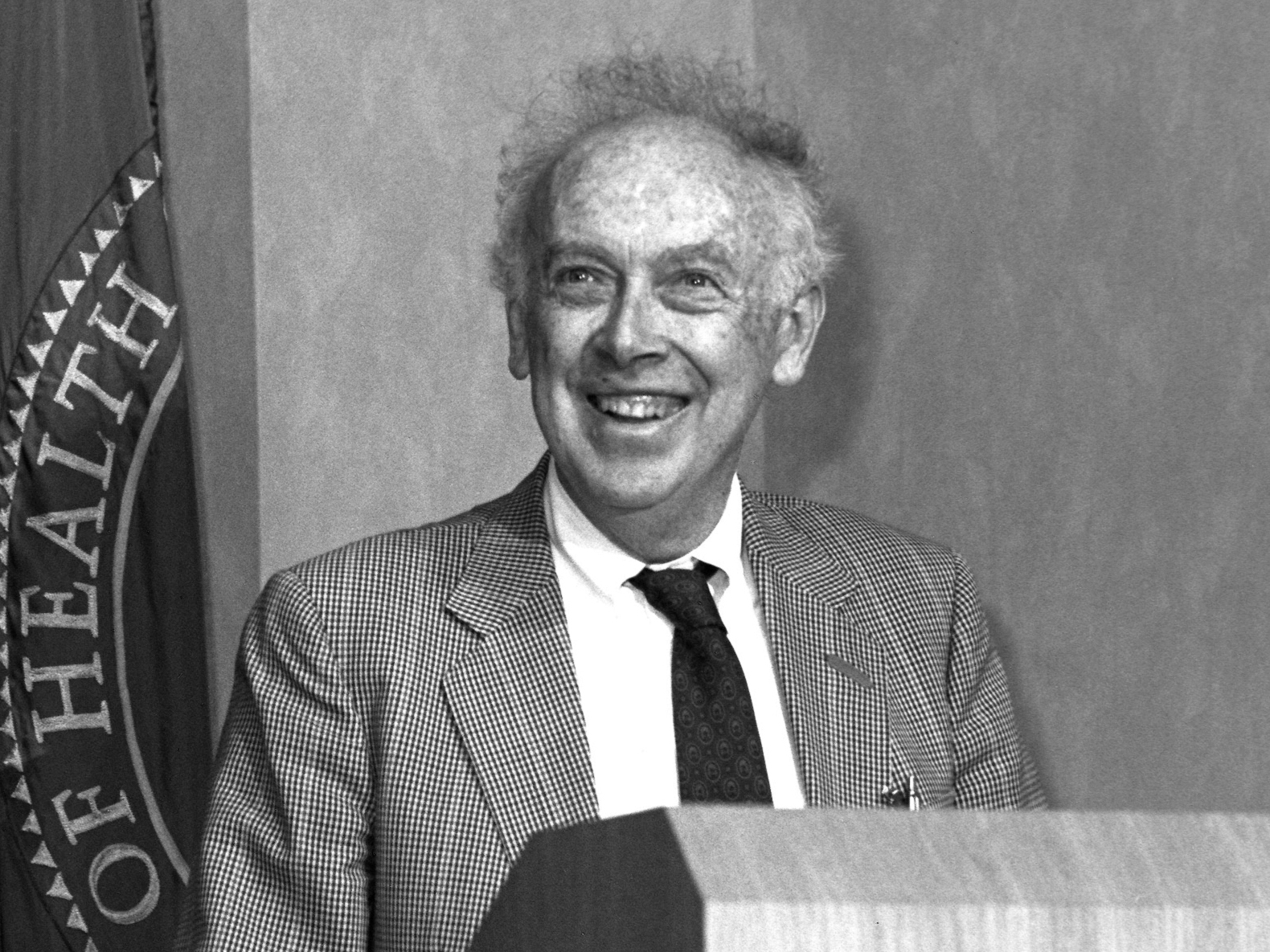
James Watson am National Cancer Institute (um 1990)

1953 bis 1955 war er am California Institute of Technology als Senior Research Fellow, bevor er 1955/1956 wieder am Cavendish-Laboratorium war, wo er seine Zusammenarbeit mit Crick fortsetzte. 1956 wurde er Assistant Professor und 1961 bis 1976 war er Professor an der Harvard University, was er bis 1976 blieb. 1968 bis 1994 war er Direktor des Cold Spring Harbor Laboratory (CSHL) auf Long Island, New York und danach im Vorstand des CSHL. Von 1994 bis 2003 war er Präsident des CSHL und 2003 bis zur Emeritierung 2007 Kanzler. In seiner Zeit als Direktor des CSHL revitalisierte er das angesehene, aber finanziell gefährdete CSHL und richtete es auf Onkogen-Forschung aus. 1994 war er Newton-Abraham Gastprofessor in Oxford.
Im Jahr 2007 suspendierte der Institutsvorstand des CSHL Watson wegen seiner rassistischen Äußerungen über die angeblich genetisch bedingte geringere Intelligenz von „Schwarzen“. Daraufhin erklärte Watson am 25. Oktober 2007 seinen Rücktritt als Kanzler. Watson hatte unter anderem behauptet, die Sozial- und Entwicklungshilfe sei zum Scheitern verurteilt, da sie irrtümlich davon ausgehe, dass Schwarze über eine ähnliche Intelligenz wie Weiße verfügten. Nachdem er seine Aussagen zurückgenommen und bedauert hatte, wurden ihm seine Ehrentitel zunächst wieder zuerkannt. Etliche Aussagen wiederholte er jedoch später, woraufhin das CSHL Watson im Januar 2019 dauerhaft sämtliche Ehrentitel (wie den des „Chancellor Emeritus“) entzog.
Das Magazin Time zählte Watson zu den 100 einflussreichsten Persönlichkeiten des 20. Jahrhunderts. Sein Buch Die Doppelhelix (1968), in dem er die Entdeckung der DNA-Struktur aus seiner persönlichen Sicht schildert, wurde zum internationalen Bestseller.
Watson war auch Mitinitiator des Humangenomprojekts. Ab 1988 war er Assistant Director und 1990 bis 1992 Direktor, bevor er im Streit ging, da er gegen die Patentierung von Gensequenzen war.
Er ist Autor und Ko-Autor von Standardwerken über Molekularbiologie (The molecular biology of the gene, zuerst 1965, Recombinant DNA, zuerst 1983, The Molecular Biology of the Cell, zuerst 1983).
1968 heiratete er Elizabeth Lewis, mit der er zwei Söhne hat.

## Nach der Emeritierung

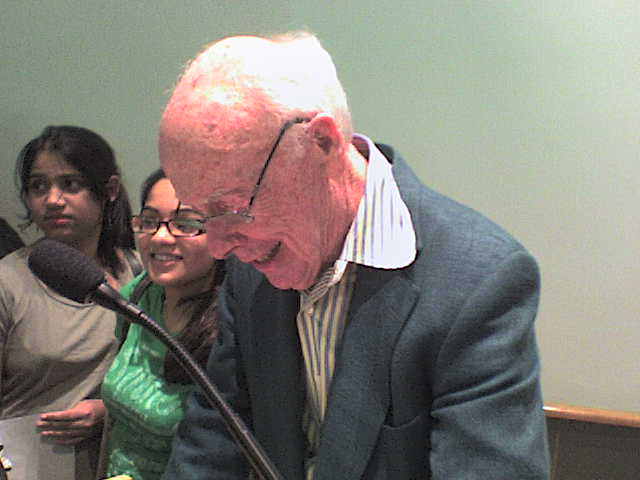
James Watson nach einer Rede am Cold Spring Harbor Laboratory am 30. April 2007

In die Schlagzeilen geriet er in jüngerer Zeit, weil er sich nicht nur für die Kartierung des menschlichen Genoms einsetzte, sondern auch weil er pränatale genetische Untersuchungen befürwortete, welche Eltern schon vor der Geburt Auskunft über genetische Defekte des Kindes geben. Am 31. Mai 2007 gab Watson bekannt, sein eigenes Genom sei innerhalb von zwei Wochen für weniger als eine Million US-Dollar vollständig sequenziert worden.
Watson löst durch provokative Äußerungen immer wieder Kontroversen und heftige Kritik an seinen gesellschaftspolitischen Vorstellungen aus. Bereits 1997 sprach er sich in einem Interview mit der italienischen Zeitung Corriere della Sera für das Recht der Frau zur Abtreibung aus, wenn aus einer genetischen Analyse des Embryos hervorgehe, dass das ungeborene Kind homosexuell veranlagt sei. Zudem behauptete er, Schwarze hätten eine ausgeprägtere Libido und eine geringere Intelligenz als Weiße. Immer wieder wird Watson daher Rassismus, Sexismus und Homophobie vorgeworfen.
So zeigte er sich in einem Interview mit der Sunday Times im Oktober 2007 bedrückt wegen der Zukunft Afrikas, da die sozialpolitischen Strategien der Entwicklungshilfe davon ausgingen, dass die Intelligenz der Bewohner gleich groß sei wie die von Europäern, während alle Tests besagten, dass dem nicht so sei. Als Watson daraufhin von seinen Führungsfunktionen im Institut suspendiert wurde, bedauerte er seine Aussagen. 2019 wiederholte er diese dann allerdings.
Ende 2014 kündigte Watson an, dass seine Nobelpreismedaille beim Auktionshaus Christie’s in New York versteigert werde. Dies war das erste Mal, dass die Medaille eines lebenden Nobelpreisträgers verkauft wurde. Watson sah sich zu diesem Schritt gezwungen, da er zum einen nach seinen als rassistisch aufgenommenen Äußerungen finanzielle Probleme bekommen habe, vor allem aber, weil in der akademischen Welt „niemand mehr zugeben wolle, dass er existiere“ und er sich als Unperson gefühlt hätte.
Die Medaille wurde für 4,8 Millionen Dollar von einem Bieter per Telefon erstanden. Der russische Oligarch Alischer Usmanow gab sich als ihr Käufer zu erkennen und übereignete sie James Watson, da „eine Situation, in der ein herausragender Wissenschaftler seine Medaille, welche seine Errungenschaften würdigt, verkaufen muss, inakzeptabel ist.“
Im Januar 2019 entzog das Cold Spring Harbor Laboratory Watson seine Ehrentitel (unter anderem den des emeritierten Kanzlers, des Ehrentreuhänders und des emeritierten Professors auf der Oliver R. Grace-Professur), weil dieser in der PBS-Dokumentation American Masters: Decoding Watson erneut seine Behauptung, Schwarze hätten eine geringere Intelligenz als Weiße, wiederholt hatte. Das Institut distanzierte sich ausdrücklich von seinen Aussagen, da diese der wissenschaftlichen Grundlage entbehrten und nicht im Einklang mit den Grundsätzen des Instituts stünden.
In seinem Buch Die Doppelhelix charakterisierte Watson die 1958 verstorbene Rosalind Franklin sehr negativ, obwohl von ihr im Wesentlichen die röntgenkristallographischen Daten stammten, die die Arbeit von Watson und Crick zur Doppelhelix ermöglichten. Hierfür wurde er stark kritisiert; in einem Epilog zu Neuauflagen seines Buchs korrigierte er seine Position etwas.
Lawrence Bragg bezeichnete er angeblich als „Dinosaurier“ mit einer attraktiven Frau. Von Francis Crick sagte er angeblich, er sei möglicherweise etwas autistisch gewesen. Linus Pauling, der im Wettlauf um die Enträtselung der DNA-Struktur 1953 ohne Zugang zu guten Röntgenaufnahmen eine Struktur vorschlug, die sich später als nicht zutreffend herausstellte, setzte er rückblickend herab als jemanden, der „möglicherweise stets halb-wahnsinnig“ und dessen DNA-Theorie „voller Müll“ (load of crap) gewesen sei.

## Auszeichnungen
- 1959 John Collins Warren Prize des Massachusetts General Hospital[9]
- 1960 Albert Lasker Award for Basic Medical Research, wie auch Crick und Wilkins im selben Jahr
- 1960 Eli Lilly Award in Biological Chemistry
- 1962 Nobelpreis
- 1968 Honorary Fellow des Clare College in Cambridge[9]
- 1971 erhielt er den John J. Carty Award.
- 1977 Freiheitsmedaille („The Presidential Medal of Freedom“), die höchste zivile Auszeichnung in den USA.[22]
- 1985 Mitglied der European Molecular Biology Organization.[23]
- 1993 Copley-Medaille der Royal Society
- 1994 Charles A. Dana Distinguished Achievement Award in Health[8]
- 1995 Lomonossow-Goldmedaille
- 1997 National Medal of Science
- 1998 University of Chicago Medal.[9]
- 1999 New York Academy of Medicine Award.[9]
- 2000 Mendel Medal der Genetics Society.
- 2000 University College London Prize.[8]
- 2000 Liberty Medal Award der Stadt Philadelphia[9]
- 2001 Benjamin Franklin Medal for Distinguished Achievement in the Sciences mit Crick
- 2002 Honorary Knight of the British Empire.[8]
- 2002 Canada Gairdner International Award
- 2004 Lotos Medal of Merit.[9]
- 2005 Othmer-Goldmedaille
- 2006 Karl Landsteiner Memorial Award
- 2007 Lewis Thomas Prize
- 2008 Goldmedaille der Medizinischen Hochschule Lublin und der Jagiellonischen Universität Krakau.[9]
- 2008 Japan Society for the Promotion of Science Award[9]
- 2009 Capo d’Orlando Prize[9]
- 2010 Prizvanie (Vocation) Award[9]

Er erhielt zahlreiche Ehrendoktorate, unter anderem von seiner Alma Mater, der Indiana University (1963), sowie unter anderem von den Universitäten Chicago (1961), Harvard (1978), Cambridge (1993) und Dublin (2001).

## Mitgliedschaften
- 1957 American Academy of Arts and Sciences
- 1958 American Society of Biological Chemists
- 1962 National Academy of Sciences
- 1963 Königlich Dänische Akademie der Wissenschaften[9]
- 1972 American Association for Cancer Research
- 1977 American Philosophical Society[25]
- 1980 Athenaeum Club
- 1981 auswärtiges Mitglied der Royal Society[26]
- 1989 Russische Akademie der Wissenschaften
- 1995 Ukrainische Akademie der Wissenschaften[9]
- 1998 auswärtiges Mitglied der Academia Europaea[27]
- 1999 Royal Society of Edinburgh[9]
- 2005 Royal Irish Academy[9]
- American Association for the Advancement of Science

## Bücher
- The Double Helix. Weidenfeld and Nicolson, London 1968.
- mit Tania A. Baker, Stephen P. Bell, Alexander A. F. Gann, Michael Levine, Richard M Losick: Molecular Biology of the Gene. Pearson Education, 7. Auflage, 2013, ISBN 978-0-321-85149-9
  - die erste (1965, W. A. Benjamin) bis dritte Auflage stammte von Watson allein, in der vierten bis sechsten (2007) Auflage war er Ko-Autor.[28]
- Die Doppelhelix. Rowohlt, Reinbek 1997, ISBN 3-499-60255-5. (erste deutsche Auflage Rowohlt, 1969, Platz 1 der Spiegel-Bestsellerliste vom 14. April bis zum 1. Juni 1969)
  - The Double Helix: A Personal Account of the Discovery of the Structure of DNA. Hrsg. Gunther S. Stent, W. W. Norton, New York/London 1980, ISBN 0-393-95075-1.
  - The Annotated and Illustrated Double Helix. Hrsg. Alexander Gann, Jan Witkowski, Simon & Schuster 2012
- mit John Tooze: The DNA Story: A Documentary History of Gene Cloning. Freeman 1981
- mit Bruce Alberts, Dennis Bray, Julian Lewis, Martin Raff, Keith Roberts: The Molecular Biology of the Cell. 3. Auflage, Garland Science 1994, ISBN 0-8153-1619-4 (zuerst 1983)[29]
- mit Michael Gillman, Jan Witkowski, Mark Zoller: Recombinant DNA. 2. Auflage, Scientific American Books 1992, ISBN 0-7167-2282-8
  - die 1. Auflage erschien 1983 als Recombinant DNA: a short course.
- A Passion for DNA: Genes, Genomes, and Society. Oxford University Press 2000, ISBN 978-0-87969-581-1
- Genes, Girls and Gamow. Oxford 2001
  - Gene, Girls und Gamow. Erinnerungen eines Genies. Piper, München 2003, ISBN 3-492-04428-X.
- mit A. Berry: The secret of life. Random House 2003
- Avoid Boring People: Lessons From A Life in Science. Knopf Publ., 2007, ISBN 978-0-375-41284-4.
- Father to Son: Truth, Reason and Decency. Cold Spring Harbor Laboratory Press 2014, ISBN 978-1-62182-035-2